# Pièce de monnaie taoïste

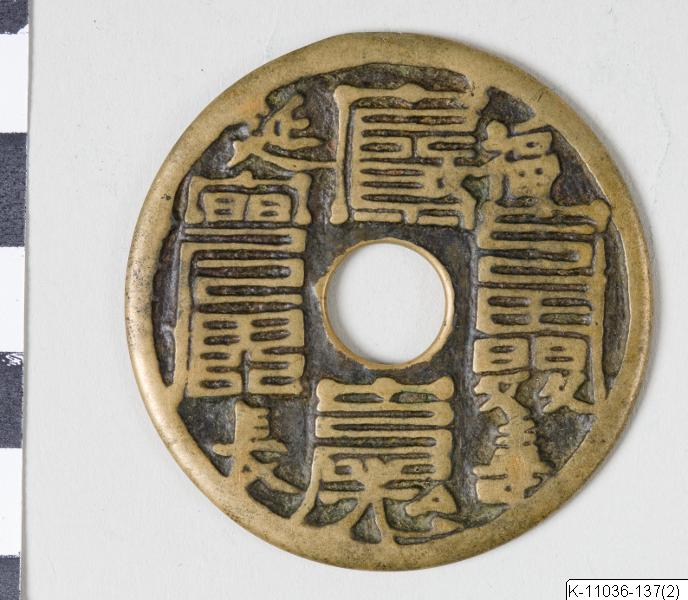
Un charme taoïste en forme de sapèque, avec des inscriptions en écriture « magique » (musée ethnographique de Stockholm, trouvé à Ordos, Mongolie-Intérieure, au XIX.

Les pièces de monnaie taoïstes sont une famille de charmes numismatiques chinois et vietnamiens qui incorporent des éléments de la religion taoïste. Les pièces de monnaie taoïstes se présentent sous différentes formes, tailles et formats et peuvent contenir des inscriptions ou des motifs entièrement picturaux. Beaucoup d'amulettes numismatiques taoïstes ont leurs inscriptions en caractères chinois traditionnels, mais une partie d'entre elles présente des inscriptions en écriture « magique » taoïste. Dans le monde chinois, des charmes numismatiques similaires existaient pour le bouddhisme et le confucianisme, et parfois les charmes taoïstes incorporaient également le symbolisme de ces autres religions.
Dans le cas de ces pièces, le terme « charme » est, dans ce contexte, un terme fourre-tout pour désigner les objets en forme de pièces qui n'étaient pas de la monnaie officielle (ou contrefaite). Cependant, ces objets numismatiques étaient nécessairement considérés comme « magiques » ou « chanceux », car certains de ces charmes numismatiques chinois peuvent être utilisés comme « pièces mnémoniques ».